# Міжнародна журналістика
Міжнародна журналістика — галузь журналістики та вид журналістської діяльності, що спеціалізується на інформації із зарубіжних країн або на глобальні теми. Як навчально-наукова дисципліна, міжнародна журналістика вивчає зарубіжні теорії і концепції журналістики, тенденції розвитку світового медіапростору, специфіку функціонування зарубіжних ЗМІ, правове регулювання журналістської діяльності за кордоном.
Однією з підгалузей міжнародної журналістики є воєнна (військова) журналістика.
Сучасна міжнародна журналістика працює з технологіями дистанційного зв'язку, супутниковим телебаченням, інтернетом, а також із традиційною інформацією від закордонних журналістів та міжнародних і регіональних інформаційних агентств.
Роботу міжнародної журналістики контролює Європейська Хартія свободи преси.
Журналістські організації, які розвивають міжнародну журналістику
- Національна спілка журналістів України (НСЖУ);
- Всесвітня газетна асоціація (WAN);
- Українська асоціація видавців періодичної преси (УАВПП);
- Міжнародна федерація журналістів (МФЖ).

Міжнародні організації, діяльність яких торкається питань роботи журналістики: Репортери без кордонів, ВООЗ, ЄС, МАГАТЕ, Світовий банк, НАТО, ОБСЄ, ООН, ЮНЕСКО тощо.
Провідні світові інформаційні агентства: Assosiated Press, Reuters, France Press, ITAP-TAPC, Інтерфакс та інші.
Провідні телевізійні та радіомережі: BBC, зокрема BBC World Service, Voice of America, Deutsche Welle, Liberty Free Europe, CNN, CNBC, Euronews, Bloomberg TV, Sky News, Al Jazeera.